# Forges Usines et Fonderies Haine-Saint-Pierre
Pour les articles homonymes, voir FUF.

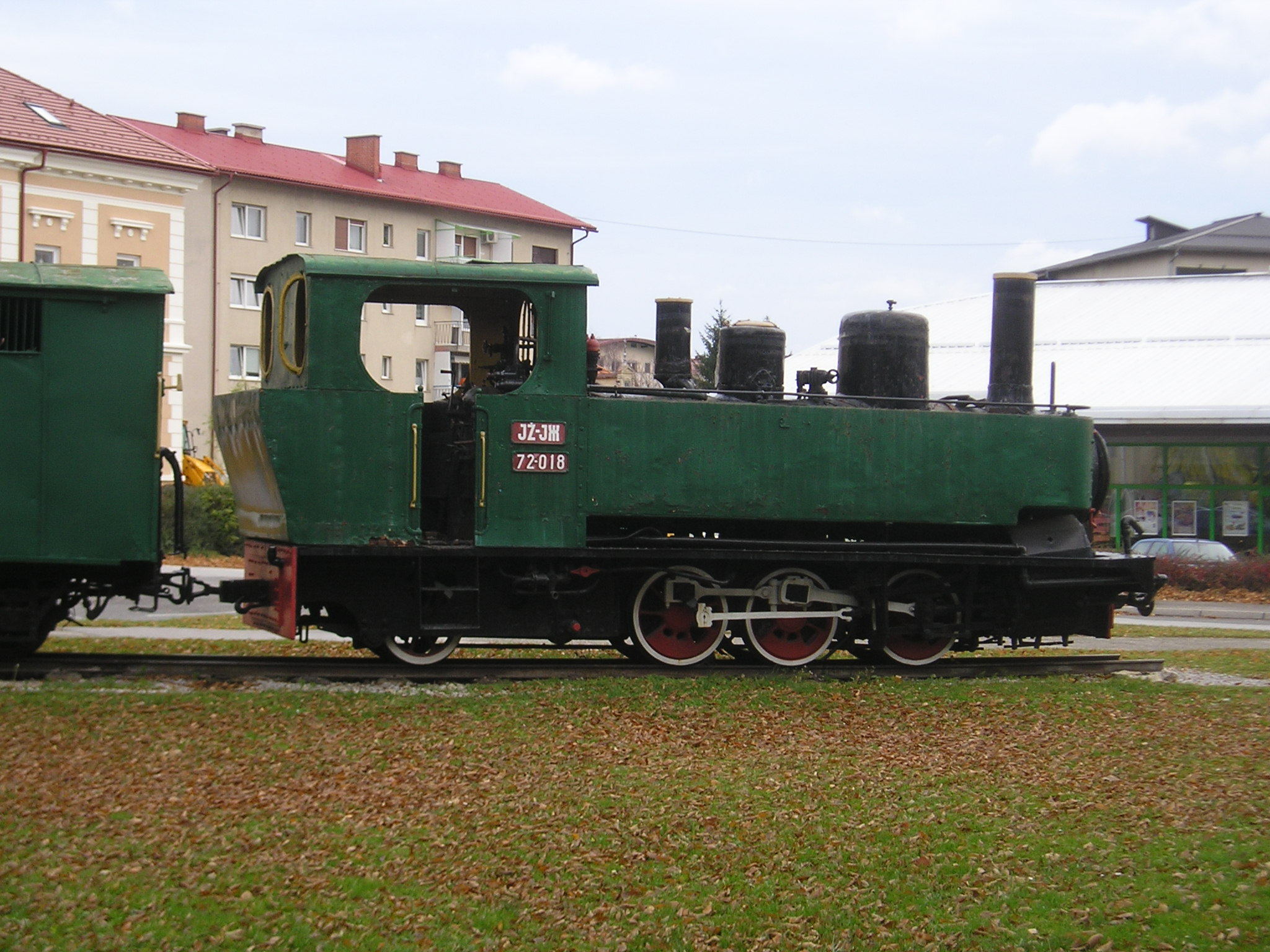
Locomotive 031T à voie de 0,76m construite par Krauss-München, n°5398 de 1909 de la ligne Poljčane - Slovenske Konjice - Zreče (Royaume des Serbes, Croates et Slovènes identique à une série construite par Haine-Saint-Pierre en 1908).

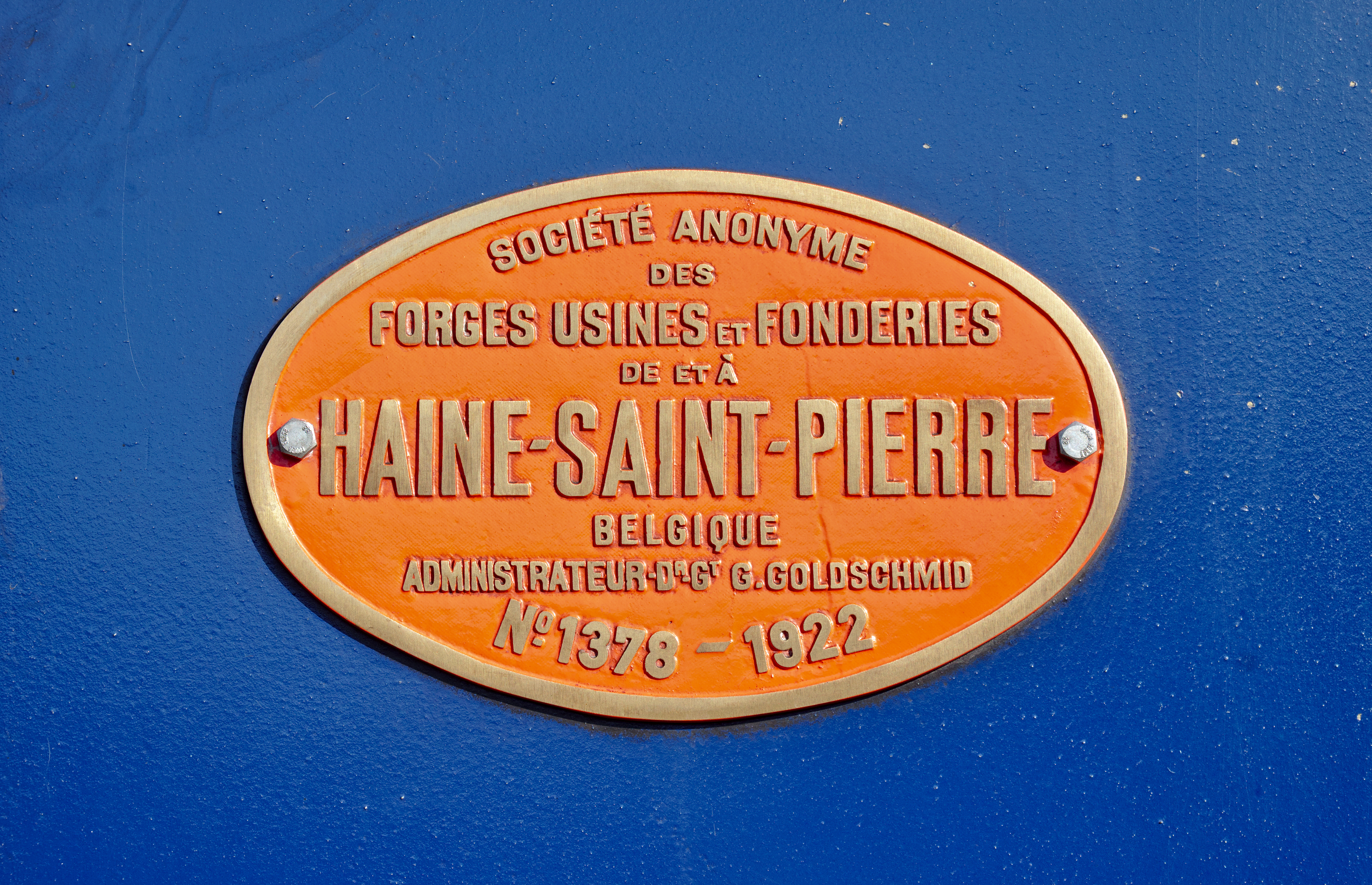
Plaque de constructeur de la locomotive n°1378, construite en 1922.

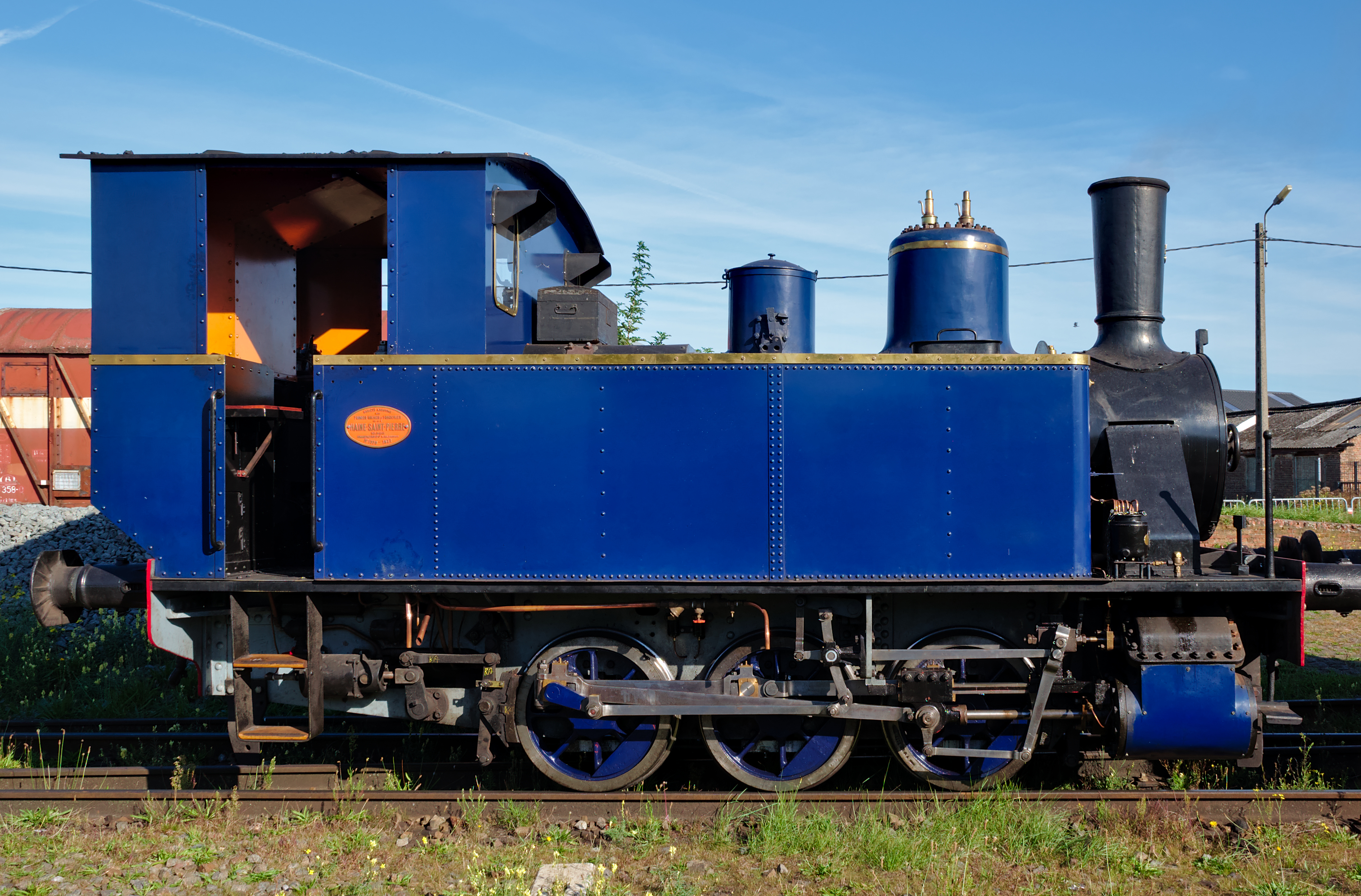
Locomotive n°1378 à Termonde (Chemin de fer à vapeur Termonde - Puers)

La SA Forges Usines et Fonderies Haine-Saint-Pierre  était une société anonyme belge, créée en 1838, et établie à Haine-Saint-Pierre. L'entreprise était souvent nommée FUF (Forges, Usines et Fonderies).
Elle eut notamment une production importante de locomotives à vapeur de 1849 à sa disparition en 1961. Elle réalisa également des machines fixes, des locomobiles, des grues à vapeur, des machines d'exhaure, des engins de manutention pour la sidérurgie, des appareils et machines pour cokeries, des gazomètres, des pièces de forge (pour l'industrie, la marine ou le chemin de fer), des convertisseurs Bessemer, et des chaudières.

## Historique
Cette entreprise a été créée le 26 juillet 1838. À ses débuts, elle se concentre sur des productions modestes (des machines et équipements pour les charbonnages et la sidérurgie ainsi que des chaudières). Les premières locomotives y furent construites en 1850 à la fois pour l'industrie et pour les Chemins de fer de l'État belge (future SNCB). 
Grâce à d'importants investissements réalisés en 1895, la production se développe. De nombreuses séries de machines sont exportées.
La 1000e locomotive, une decapod type 36, sort de l'usine en 1909.
En 1914, les usines ferment, à la suite du déclenchement de la Première Guerre mondiale. La production ne reprendra qu'en 1919. Pendant l'entre-deux-guerres, les exportations se poursuivent. Lors de la Seconde Guerre mondiale, l'usine occupée doit construire pour l'Allemagne des locomotives de type BR 50.
Après 1945, la production diminue et finalement, l'usine disparaît le 31 juillet 1961.
L'entreprise a été ensuite reprise par Alsthom.

## Production de locomotives

### Chemins de fer de l’État belge
En tout, les Chemins de fer de l'État belge et la SNCB ont reçu 461 locomotives à vapeur entre 1851 et 1946 et près de 300 autres véhicules (locomotives électriques et diesel, autorails, grues, chaudières de rechange). En outre, ils fournirent à d'autres constructeurs de locomotives dépourvus de chaudronnerie (notamment Carels) 228 chaudières qui furent installées sur des locomotives à vapeur destinées à l’État belge.
- une locomotive hors-type "Le Hainaut" en 1851
- deux 030 hors-type (marchandises) en 1856
- sept 120 hors-type (voyageurs) en 1858-59
- 3 type 13 en 1861-62
- 12 type 1 en 1871
- 57 type 51 entre 1875 et 1900
- 41 type 29 entre 1876 et 1899
- 19 type 2[Quand ?]
- 2 type 2bis[Quand ?]
- une seule type 28[Quand ?]
- 23 type 4 de 1878 à 1881
- neuf locomotives-fourgon Belpaire en 1886
- 48 type 25 entre 1884 et 1898
- 3 type 11 en 1888
- 3 type 6 en 1889
- 13 type 12 de 1892 à 1897
- 16 type 30 en 1899-1900
- 4 type 17 en 1900
- 6 type 14 en 1900
- 65 type 41 ou 44 entre 1902 et 1909
- 14 type 15 de 1903 à 1908
- 20 type 18 de 1903 à 1905
- une type 18 prototype à surchauffe pour l'Exposition de 1905
- 4 type 35 à vapeur saturée en 1904
- 7 type 35 à surchauffe en 1905
- 23 type 53 (en 1905, de 1909 à 1910, de 1919 à 1920 et en 1925)
- 12 type 36 de 1909 à 1914
- 4 type 9 en 1910
- 4 type 10[Quand ?]
- 13 type 7 en 1921-22
- les chaudières, le carénage et certains tenders des type 1 (assemblées par plusieurs constructeurs en 1935 et 1938)
- 25 type 26 en 1945-1946
- les trois locomotives électriques type 121 en 1949
- 25 locomotives diesel série 84

### Exportation
- 3 locomotives de tramways (Basse Égypte)
- 5 locomotives de tramways (Pays-Bas, Haarlem) dont trois copies du type 1 (SNCV)

### SNCV et compagnies privées
93 locomotives de tramway SNCV dont l'ensemble des types 8 et 14 produits
- 8 type 1
- 19 type 3
- 33 type 4
- 10 type 7
- 8 type 8
- 4 type 14
- 11 type 18

Pour les compagnies privées (en Belgique)
- une locomotive de tramways pour l'entrepreneur Limière

### Industrielles
Près de 400 locomotives industrielles à voie normale ou étroite

## Modèles préservés
- Numéro de série -  231 - 1884 au port de Porto Matosinhos, Portugal
- Numéro de série - 648 -  1899 au Chemin de fer à vapeur Termonde - Puers
- Numéro de série -  792 -  1904, type 030T au musée de la locomotive du chemin de fer à vapeur des Trois Vallées à  Treignes
- Numéro de série - 862 -  1906 loué à "Camping Land in Zee" (aux Pays-Bas), mais appartient à Chemin de fer à vapeur Termonde - Puers
- Numéro de série - 1139 à 1141, en 1912 , 600mm, Grèce, locomotive type 130T N° 53-55 à  Volos
- Numéro de série -  1220 , 1912 , voie métrique, type 031 Usina Paraíso #5 à Campos dos Goytacazes, RJ (Brésil) où elle est préservée
- Numéro de série -  1316 -  1920, type 130T à voie métrique[5], préservée au chemin de fer de la baie de Somme - restaurée en 1998[6]
- Numéro de série - 1326 - 1922, type 7 n° 7.039, préservée dans les réserves de la SNCB.
- Numéro de série - 1378 - 1922 au Chemin de fer à vapeur Termonde - Puers - restaurée en 2016
- Numéro de série -  1405 -  1923, type 030T, préservée au musée du stoomcentrum Maldegem
- Numéro de série -  2068 -  1952, type 241-142 système Garratt, voie de 1 067 mm, Chemin de fer du Mozambique[7]